# Nemoria junctolinearia
Nemoria junctolinearia är en fjärilsart som beskrevs av Graef 1880. Nemoria junctolinearia ingår i släktet Nemoria och familjen mätare. Inga underarter finns listade i Catalogue of Life.